# Antti Ruuskanen
Antti Ruuskanen (Finlandia, 21 de febrero de 1984) es un atleta finlandés, especializado en la prueba de lanzamiento de jabalina en la que llegó a ser subcampeón olímpico en 2012.

## Carrera deportiva
En los JJ. OO. de Londres 2012 ganó la medalla de plata en el lanzamiento de jabalina, con una marca de 84.12 metros, tras el trinitense Keshorn Walcott que lanzó la jabalina hasta los 84.58 metros.
Cuatro años después, en el Campeonato Europeo de Atletismo de Ámsterdam 2016 ganó el bronce en la misma prueba, llegando hasta los 82.44 m, tras el letón Zigismunds Sirmais (oro) y el checo Vítězslav Veselý (plata).